# ツマアカシロオビタテハ
ツマアカシロオビタテハ (Siproeta epaphus) は、チョウ目（鱗翅目）・アゲハチョウ上科・タテハチョウ科に分類されるチョウの一種。かつては、エリッサタテハ属 (Metamorpha) に分類されていた。

## 分布
メキシコからペルーにかけて分布する。

## 特徴
開長7.5cm。白色帯があり、後翅の縁には突起がいくつかある。
二次林や道端でみられる。キツネノマゴ科ルイラソウ属を食草とする。